# Scarabaeus valeflorae
Scarabaeus valeflorae là một loài bọ cánh cứng trong họ Bọ hung (Scarabaeidae).